# The Underdog
The Underdog é uma canção da banda de indie rock Spoon. Foi lançada como o primeiro single de seu sexto álbum de estúdio, Ga Ga Ga Ga Ga, em 5 de julho de 2007. A música foi escrita pelo vocalista Britt Daniel e produzida por Jon Brion junto com a banda.
A banda tocou a música no episódio de 6 de outubro de 2007 da 33ª temporada do Saturday Night Live. A música também apareceu nos filmes Cloverfield,  I Love You, Man e 17 Again, na cena de abertura e encerramento do filme de 2011 Horrible Bosses e no filme de 2017 Spider-Man: Homecoming.
O videoclipe foi dirigido por Keven McAllester.

## Paradas musicais
| Parada (2007)                   | Posição de pico |
| ------------------------------- | --------------- |
| Alternative Airplay (Billboard) | 26              |